# Заросляк чорнощокий
Заросляк чорнощокий (Atlapetes melanolaemus) — вид горобцеподібних птахів родини Passerellidae. Мешкає в Перу і Болівії. Раніше вважався підвидом жовтоволого заросляка (Atlapetes latinuchus).

## Опис
Голова, шия, верхня частина тіла, крила і хвіст чорні, на лобі і тімені руда смуга. Нижня частина тіла жовтувата з зеленим відтінком, особливо помітним на боках.

## Поширення і екологія
Чорнощокий заросляк поширений від Куско в Перу до Ла-Паса в Болівії. Живе в вологих гірських тропічних лісах Анд на висоті 1500-3000 м над рівнем моря.